# Centro Bursatil
Le Centro Bursatil appelé aussi Edificio de la Bolsa Mexicana de Valores est un gratte-ciel de bureaux situé à Mexico au Mexique. Il a été réalisé de 1989 à 1990 (d'après Emporis) ou de 1982 à 1986 d'après Skyscraperpage.
L'immeuble abrite la Bourse du Mexique, une des plus importantes d'Amérique latine.
La forme originale de l'immeuble en fait l'un des gratte-ciel les plus marquants de Mexico.
L'architecte est Juan José Díaz Infante.